# Phaedrotoma neosoma
Phaedrotoma neosoma är en stekelart som först beskrevs av Fischer 1966.  Phaedrotoma neosoma ingår i släktet Phaedrotoma och familjen bracksteklar. Inga underarter finns listade i Catalogue of Life.